# Европейский совет религиозных лидеров
Европейский совет религиозных лидеров (ЕСРЛ, англ. European Council of Religious Leaders, ECRL) — это европейский межрелигиозный совет по сотрудничеству между верховными лидерами религиозных традиций, представленных в Европе (иудаизм, христианство, ислам, буддизм, индуизм, сикхизм и зороастризм). ECRL является одним из пяти региональных межрелигиозных советов в рамках всемирного движения «Религии за мир». Совет провёл своё первое заседание в Осло в 2002 году.

## Мировоззрение и деятельность
Мировоззрение (видение): Основные религиозные общины Европы эффективно сотрудничают ради мира и примирения в Европе и за её пределами.
Это мировоззрение (видение) вытекает из общей приверженности религиозных традиций идеям человеческого достоинства и права жить в мире. Исходя из этого, религиозные лидеры взяли на себя обязательство работать сообща в целях предотвращения конфликтов, содействия мирному сосуществованию и поощрения свои общин делать то же самое. Европейский совет религиозных лидеров работает на основе взаимного уважения и признания религиозного многообразия.
Опираясь на различные религиозные традиции и Священные Книги, Совет поощряет общую моральную ответственность за предотвращение конфликтов и содействие диалогу. Глубоко укоренившиеся и широко разделяемые ценности служат руководством для его работы. Целью ЕСРЛ является содействие межрелигиозному сотрудничеству в Европе и за её пределами. Работа Совета включает ежегодные заседания, участие в конференциях, визиты делегаций в зоны конфликтов и поддержание контактов между представителями разных религий.
Секретариат ЕСРЛ находится в Осло.

### Берлинская декларация Европейского совета религиозных лидеров о межрелигиозном диалоге
В качестве руководства для работы Совета и для распространения знаний о межрелигиозном диалоге ЕСРЛ на своём заседании Совета в Берлине в 2008 году принята декларация: 

## Участники
В состав совета входят высшие религиозные лидеры, представляющие религии/конфессии с более длительной историей присутствия в Европе, религиозные традиции с более коротким присутствием в Европе, а также в настоящее время один член ex offici (рус. по должности), представляющий движение «Религии за мир».

### Модератор (Президент)
Должность модератора была переименована в «Президента» в 2018 году.
- 2002-2012: Гуннар Столсетт
- с 2012 года: преподобный доктор Томас Випф[нем.][4]

#### Иудейские
(2023) 

- Раввин Ицхак Даян[англ.], Швейцария
- Раввин Шломо Хофмайстер, Австрия
- Раввин Авраам Соетендорп[англ.], Нидерланды
- Раввин Йешая Далсаче[англ.], Франция
- Гади Гроних, Германия
- Шорена Микава, Германия

#### Мусульманские
(2023) 

- Муфтий Недзад Грабус, Босния и Герцеговина
- Шейх Ибрагим Могра, Великобритания
- MA Özlem Nas, Германия
- Имам Яхья Паллавичини, Италия
- Шейх Сайед Разави, Шотландия

#### Христианские: православные
- Преподобный доктор Андреас Андреопулос, Великобритания
- Отец Хейкки Хуттунен, Финляндия
- Епископ Иоаннис Фермопильский, Греция

#### Христианские: католические
(2023) 

- г-н Этьенна Де Йонге, Бельгия
- Сестра Мадлен Фределл, Швеция
- Епископ Уильям Кенни, Великобритания
- Доктор наук. Агата С. Нальборчик, Польша

#### Христианские: протестантские и англиканские
(2023) 

- Епископ Мартин Хайн[нем.], Германия
- Епископ Атле Зоммерфельдт, Норвегия
- Преподобный доктор Томас Випф[нем.], Швейцария
- Епископ Элоф Вестергаард, Дания
- Епископ Кайсамари Хинтикка, Финляндия

#### Дхармические религии
(2023) 

- Г-н Джейми Крессвелл[англ.], буддист, Великобритания
- Г-н Дораб Мистри OBE, зороастриец, Великобритания
- Бхаи Сахиб Доктор Мохиндер Сингх, сикх, Великобритания
- Шиварама Свами, Венгрия
- Доктор Лакшми Вьяс, индуист, Великобритания
- Гандхарвика Према Деви Даси, индуска (ИСККОН), Венгрия

#### ЧленыEx officio(по должности)
- Доктор Уильям Ф. Вендли, «Религии за мир» - International, США

### Вице-президенты
- Г-н Джейми Крессвелл, буддист, Великобритания
- Главный раввин Ицхак Даян, Швейцария
- Митрополит Эммануил[англ.], Франция
- Муфтий Недзад Грабус, Словения
- Епископ Уильям Кенни, Великобритания
- Преподобный доктор Томас Випф[нем.], Швейцария

### Советники
(2023) 

- Профессор Андреас Херрманн
- Доктор Мартин Аффолдербах
- Доктор Бриндер Махон
- Преподобный. Иоахим Потманн
- Штайн Виллумштадт